# Kraśnik, Zachodniopomorskie
Kraśnik [ˈkraɕnik] (tiếng Đức: Kratznick) là một làng thuộc gmina Recz, huyện Choszczno, tỉnh Zachodniopomorskie, phía tây bắc Ba Lan. Kraśnik cách Recz khoảng 7 kilômét (4 mi) về phía đông, cách Choszczno khoảng 19 km (12 mi) về phía đông bắc, và cách thủ phủ của Zachodniopomorskie, Szczecin khoảng 74 km (46 mi) về phía đông.
Đối với lịch sử của vùng, xem Lịch sử Pomorza.